# Bolesław Babecki

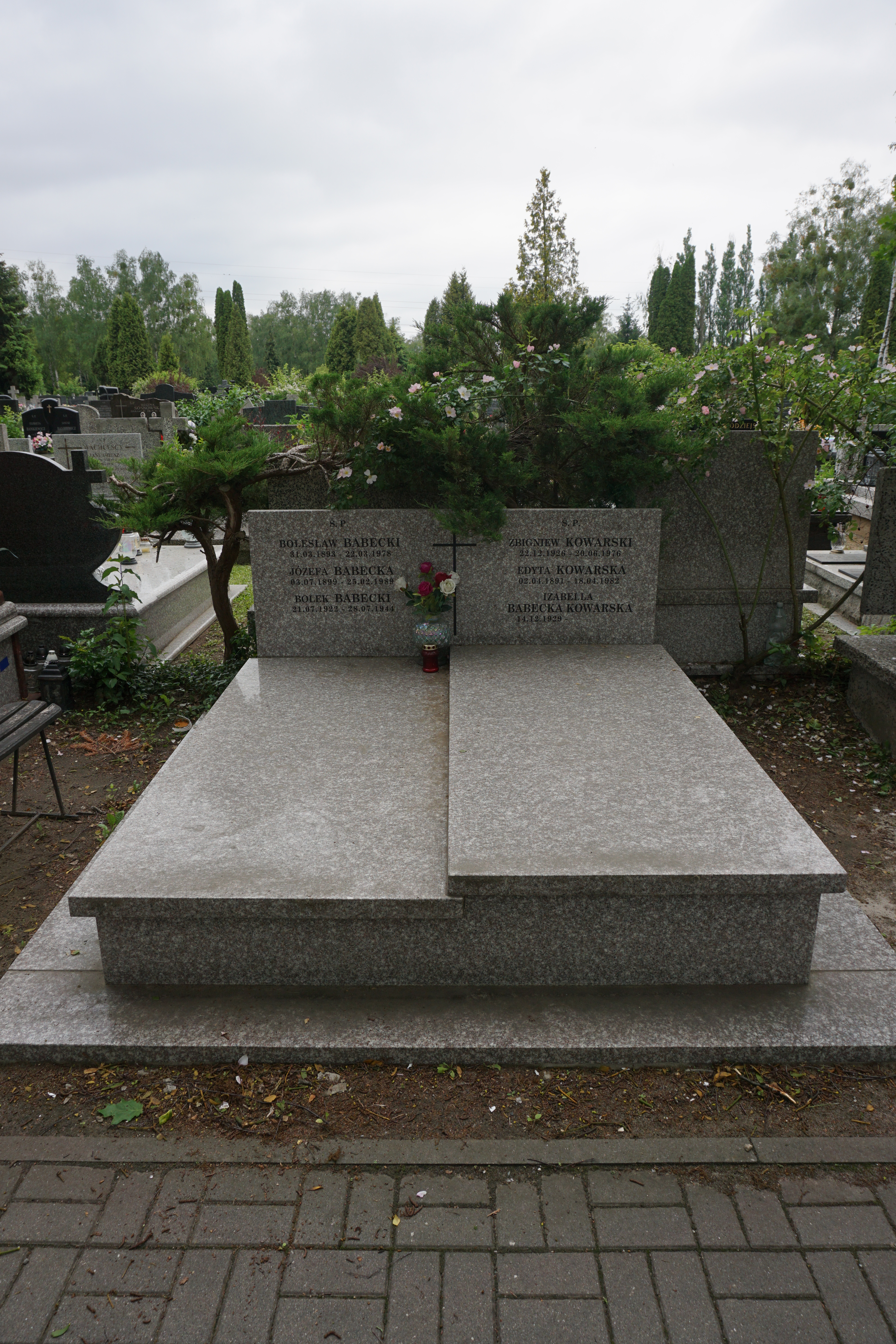
Grób Bolesława Babeckiego na cmentarzu komunalnym Północnym

Bolesław Stefan Babecki (ur. 31 marca 1893 w Kluszewie, zm. 22 marca 1978 w Warszawie) – podpułkownik artylerii Wojska Polskiego, kawaler Orderu Virtuti Militari.

## Życiorys
Pochodził z ziemiańskiej rodziny Antoniego Walentego i Józefy z Krośnickich. Uczestnik I wojny światowej. Żołnierz I Korpusu Polskiego w Rosji. W Wojsku Polskim służył od listopada 1918. W 1919 jako podporucznik artylerii przebywał na kilkumiesięcznym kursie w Oficerskiej Szkole Artylerii w Rembertowie. W czasie wojny polsko-bolszewickiej był dowódcą pociągów pancernych: „Strzelec Kresowy”, „Zagończyk” i „Pierwszy Marszałek”. Brał udział w walkach na froncie litewsko-białoruskim oraz w Małopolsce Wschodniej.
Po wojnie został zweryfikowany w stopniu porucznika ze starszeństwem z dniem 1 czerwca 1919. Pełnił służbę w 13 pułku artylerii polowej, a następnie był dowódcą pociągu pancernego nr 1. 31 marca 1924 został awansowany do stopnia kapitana ze starszeństwem z dniem 1 lipca 1923 i 140. lokatą w korpusie oficerów artylerii. Od 1928 służył w 9 pułku artylerii polowej na stanowisku dowódcy baterii, potem dowódcy dywizjonu. 17 grudnia 1931 awansowany do stopnia majora ze starszeństwem z dniem 1 stycznia 1932 i 13. lokatą w korpusie oficerów artylerii. W czerwcu 1933 został przesunięty na stanowisko kwatermistrza. W 1937 był Prezesem Obwodu Powiatowego Ligi Obrony Powietrznej i Przeciwgazowej (LOPP) w Siedlcach.
Podczas kampanii wrześniowej dowodził II dywizjonem 9 pułku artylerii lekkiej. Wziął udział w obronie Warszawy. Podczas walk 21 września 1939 w rejonie Młocin został ranny. Po kapitulacji dostał się do niewoli niemieckiej. Przebywał m.in. w Oflagu XI B Braunschweig i Oflagu II C Woldenberg.
Po uwolnieniu wrócił do kraju i powrócił do armii. Był wykładowcą w Oficerskiej Szkole Artylerii nr 2 w Toruniu. Awansowany do stopnia podpułkownika ze starszeństwem z 1 czerwca 1944, dowodził 38 pułkiem artylerii lekkiej w Koźlu.
Zwolniony z wojska w 1946. Pracował m.in. w Spółdzielni Inwalidów we Wrocławiu i jako robotnik sezonowy w Nadleśnictwie Państwowym Oława.
Zmarł 22 marca 1978 w Warszawie. Pochowany na cmentarzu komunalnym Północnym w Warszawie (kwatera E-XI-6-1-5/6).

## Ordery i odznaczenia
- Krzyż Srebrny Orderu Wojskowego Virtuti Militari nr 5131 (1922)[4]
- Krzyż Walecznych (dwukrotnie)
- Złoty Krzyż Zasługi
- Srebrny Krzyż Zasługi (10 listopada 1928)[5]
- Krzyż Zasługi Wojsk Litwy Środkowej
- Medal Pamiątkowy za Wojnę 1918–1921
- Medal Dziesięciolecia Odzyskanej Niepodległości
- Odznaka „Znak Pancerny” nr 3 (19 marca 1933)[6]